# MOB SQUAD
MOB SQUAD（モブ・スクワッド）は2003年に設立されたビクターエンタテインメント内のレコードレーベルで、Dragon Ashを中心としたレーベル。
『「従来の音楽産業の慣習にとらわれない、より自由でダイナミックな活動を模索」するという目的で立ち上げた』と位置づけられる。

## 所属アーティスト
- Dragon Ash（設立当初から唯一のアーティスト） 「morrow」（2003年06月25日）以降の全作品。降谷建志ソロ作品も含む。

## 過去の所属アーティスト
- SOURCE（2007年解散）

| 発売日         | タイトル         | 規格品番           |
| -------------- | ---------------- | ------------------ |
| 2003年04月23日 | 7 DAYS           | VICL-35467         |
| 2003年07月02日 | 道しるべ         | VICL-35493         |
| 2003年07月16日 | Desert Island    | VIZL-90 VICL-61163 |
| 2004年04月21日 | STEPPIN' RALLY   | VICL-35642         |
| 2004年07月14日 | ONCE AGAIN       | VICL-35676         |
| 2004年09月08日 | Daily Report     | VICL-61460         |
| 2005年07月13日 | スバラシキ日々   | VICL-35821         |
| 2005年09月22日 | We are all alone | VICL-35874         |
| 2005年10月26日 | KA-KE-HA-SHI     | VICL-61765         |
| 2006年07月19日 | RIVER            | VICL-62008         |

- 麻波25（2004年解散）

| 発売日         | タイトル           | 規格品番            |
| -------------- | ------------------ | ------------------- |
| 2003年05月21日 | LIGHTLY            | VICL-35491          |
| 2004年03月24日 | headway            | VICL-61331          |
| 2004年07月21日 | BEST,LAST AND LOST | VIZL-123 VICL-61455 |

## コンピレーション
| 発売日        | タイトル              | 規格品番   |
| ------------- | --------------------- | ---------- |
| 2003年3月19日 | アルバム「MOB SQUAD」 | VICL-61111 |

『「自分たちの力で新しいシーンを作っていくんだ」という気合いが伝わってくる、クリエイティビティの高い作品となった。ヒップホップ、ヘビィ・ロック、ミクスチャー、ハードコアといったジャンルを越えた「2003年のレベル・ミュージック」がここにある。』という批評がある。現在は廃盤。